# Proverbio
Il proverbio (dal latino proverbium) è una massima che contiene norme, giudizi, dettami o consigli espressi in maniera sintetica, molto spesso in metafora e in rima, e che sono stati desunti dall'esperienza comune. 

## Descrizione
Essi generalmente riportano una verità (o quello che la gente ritiene sia vero): si dice infatti che i proverbi siano frutto della saggezza popolare o della cosiddetta "filosofia popolare" o spontanea, ma v'è chi sostiene che altro non siano che la versione codificata di luoghi comuni o del senso comune. Possono contenere similitudini. Metafore o similitudini sono tratte da usi, costumi, leggende del popolo nella cui lingua è nato il proverbio. Ma molti proverbi sono comuni a più lingue diverse. Si distinguono dai modi di dire in quanto sono sempre costituiti da frasi complete, anche se talvolta uno degli elementi che costituiscono la frase è sottinteso. Possono essere:
- Prescrittivi, quando indicano direttamente un comportamento da tenere o da evitare.
Es. "Moglie e buoi dei paesi tuoi" (sottinteso il verbo "prendi" e l'avverbio "soltanto")
- Descrittivi, quando "descrivono" in modo impersonale un determinato comportamento da evitare o da seguire
Es. "Chi va con lo zoppo impara a zoppicare"

In genere si raccolgono e si studiano in quanto patrimonio culturale, testimonianza di epoche passate, sopravvivenza di esperienze un tempo importanti. Lo studio dei proverbi si chiama paremiologia.